# 이광문
이광문(李光文, 1778년 ~ 1838년)은 조선의 문신이다. 본관은 우봉이다. 노론 계열에 속했다.

## 생애
1807년 문과에 급제해서 검열, 정자, 대교, 각신, 전경 등을 거쳐 직각, 별검춘추, 의정부검상, 수찬, 겸필선을 거쳐 검교직각을 지낸 뒤 성균관대사성, 이조참의, 사간원대사간, 도승지를 지내며 내의원부제조 등을 겸했다. 이후 대사간, 이조참판, 성균관대사성, 검교직각, 동지의금부사, 부제학을 거쳐 전라도관찰사, 사간원대사간, 성균관대사성, 홍문관부제학을 거쳐 한성부판윤, 형조판서로 우부빈객, 책저도감제조를 겸하고 연이어 형조판서, 이조판서, 사헌부대사헌, 의정부우참찬을 지내고 수원유수에 이르렀다. 시호는 문간(文簡)이다.